# جیمز کندی (روانشناس اجتماعی)
جیمز کندی (به انگلیسی: James Kennedy) (متولد ۵ نوامبر سال ۱۹۵۰) یک روانشناس اجتماعی متولد آمریکا است که به عنوان مبتکر و پژوهشگر در حوزه بهینه‌سازی ذرات شناخته می‌شود.
اولین مقاله در مورد الگوریتم pso، توسط کندی و راسل سی ابرهارت، در سال ۱۹۹۵ ارائه شد. از آن زمان تا کنون ، ده‌ها هزار مقاله در مورد توده ذرات یا pso منتشر شده‌است. کتاب مورگان کافمن، باعنوان هوش ازدحامی، توسط کندی و ابرهارت با همکاری یوهویی شی، در سال ۲۰۰۱ منتشر شد.
طرح ازدحام ذرات در نتیجه شبیه‌سازی تحقیقات اجتماعی روانشناختی است که آقای کندی در دانشگاه کارولینای شمالی آمریکا در ان شرکت کرده بود، و ترکیب آن با روشهای محاسباتی تکاملی که ابرهارت در دهه ۱۹۹۰ با آن کار کرده بود، حاصل شده‌است.
نتیجه این کار، یک الگوریتم حل مسئله یا بهینه‌سازی بر اساس اصول تعاملات اجتماعی افراد بود. افراد برنامه را با حدس‌های تصادفی (راه حل‌های تصادفی) برای حل مسئله شروع می‌کنند. با اجرای برنامه، «ذرات» تجربه‌های خود را با همسایگان توپولوژیکی خود به اشتراک می‌گذارند. هر ذره هم یک معلم و هم یک دانش آموز است. با گذشت زمان و تکرار الگوریتم، جمعیت با اعتماد زیاد، به بردارهای بهینه همگرا می‌شوند.
در حالی که گرایش‌ها در ادبیات تحقیق و تلاش‌های محققان، به سمت یک شبکه ذرات متمرکز یا "بهترین پاسخ (GBest)" می‌باشد ، بلکول و کندی (۲۰۱۸) در مقاله خود در سال ۲۰۱۸، اهمیت توپولوژی توزیع شده جمعتی در حل مسائل پیچیده‌تر را نشان داده‌اند.
مقاله اخیر در خصوص سهم احتمالی ارگاسم زنانه در روند تکثیر جمعیت و تولید مثل بحث می‌کند.
کندی یک مبارز فعال در بحث و تبادل نظر در مورد آموزش جنسی در شهر مونتگومری ، مریلند است و از تلاش‌های مدارس دولتی برای تهیه یک برنامه جامع و فراگیر پشتیبانی می‌کند. وی همچنین برای حمایت از قانون عدم تبعیض جنسیتی در شهر مونتگومری که مورد حمله محافظه کاران قرار گرفت، دفاع کرد
کندی همچنین به مدت پنجاه سال به عنوان یک نوازنده حرفه ای کار کرده‌است و هم‌اکنون در یک گروه راکابی به نام The Colliders عضو می‌باشد که آلبوم‌هایی را در سال ۲۰۱۱ و همچنین ۲۰۱۵ را منتشر کرد. در سال ۲۰۱۸، کندی یک آلبوم DIY به نام Life of Mischief منتشر کرد و در حال حاضر اجرای کنسرت زنده آن‌ها را برگزار می‌کند.
کندی تا زمان بازنشستگی در سال ۲۰۱۷، به عنوان مدیر دفتر تحلیلی و خدمات تحقیقاتی در کمیسیون تجارت بین‌المللی ایالات متحده خدمت کرده‌است.